# Gobelets d'Aco
Les gobelets dit « d'Aco » sont des gobelets en céramique à parois fines de forme Déchelette 57 à décor moulé, originellement produits au tournant du Ier siècle de notre ère (époque augustéenne, 27 av. J.-C. - 14 apr. J.-C.) par l'atelier d'Aco, maître potier d'Italie du nord. Ils ont été abondamment imités par des ateliers de la région lyonnaise, de Gaule du centre et de Gaule du sud ; et par de nombreux autres ateliers dans l'empire romain. Ils ont été exportés jusqu'aux frontières de l'empire romain.
Le nom « gobelet d'Aco » est de nos jours utilisé comme une appellation générique pour les gobelets du même type, bien que l'appellation soit susceptible d'engendrer des confusions.

## Description
Les gobelets Aco tiennent une place à part dans la céramique : ils sont souvent classés avec les sigillées en raison de leur décor moulé, mais leur forme, l'absence d'engobe et la couleur de leur pâte les classent parmi les céramiques à parois fines. Le style de leurs décors, leur forme, et leur mode de fabrication est entièrement différent de ceux des sigillées.
Ces gobelets correspondent à la forme Déch. 57 : petit gobelet, avec une hauteur moyenne que Déchelette, qui décrit ceux trouvés à Bibracte, donne pour 8 à 10 cm mais qui peut être un peu plus grande (11,2 cm pour ceux de Lyon-la Muette, par exemple). Ils sont légèrement pansus, avec des parois minces en argile fine, souvent de couleur ocre parfois décrite comme brun-rouge à brun clair. Ils portent des traces de tournassage à l'intérieur, et n'ont généralement pas de couverte externe (engobe) mais les modèles tardifs sont recouverts d'un vernis rouge ou d'une glaçure jaune vitreuse.
Les gobelets originels portent la signature d'Aco ou de ses ouvriers : Acastus, Diophanes, Eros, Hilarus, Han(no). Norbanus et Antioche sont également cités.
Le modèle de la région du Pô (Italie du nord) est en pâte siliceuse, avec une panse et un décor moulé et une lèvre soulignée par une rainure. La partie haute du vase n'est pas moulée, elle est tournée et rajoutée ensuite.
Décrivant les exemplaires trouvés à Lyon-la Muette, É. Bertrand (2000) donne une constante : la hauteur de la partie tournée (donc lisse), en haut du gobelet, est toujours d'une hauteur entre 2,5 et 3 cm, ce qui revient à dire que la hauteur totale est entièrement dépendante de celle de la partie moulée donc de celle du moule ; et trois variantes :
Le type principal (type 1.1) est un gobelet élancé dont « le galbe du vase respecte un rapport hauteur totale/diamètre maximal (de la panse) compris entre 1.33 et 1.57 (moyenne 1.47) ». La partie moulée en constitue les trois-quarts de la hauteur.

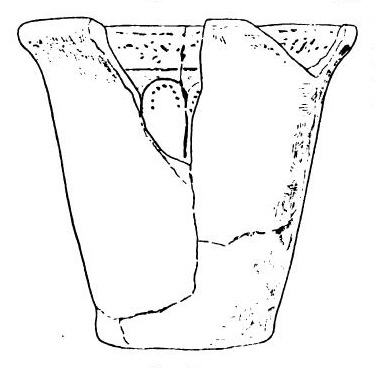
Moule de gobelet Déch. 57, atelier de Saint-Rémy-en-Rollat (Allier).

Une variante basse (type 1.2) de ce premier type a été reconnue, mais cette taille moins élevée n'est pas un caractère majeur : leur hauteur moyenne n'est que faiblement inférieure à celle du type principal et certains de ces gobelets sont aussi grands et parfois plus grands. Leur principale distinction est un diamètre plus grand pour l'ouverture comme pour la panse : le rapport hauteur totale/diamètre maximal est en moyenne proche de 1 (de 0.87 à 1.07). De plus, leur profil est légèrement différent : l'ouverture plus large (2 cm en moyenne) et le pied dont la largeur moyenne passe de 4 à 7 cm (une augmentation de 75 %), rendent le gobelet plus cylindrique et moins évasé. Leur contenance en est accrue d'autant.
Le troisième type (1.3) distingué par Bertrand correspond aux gobelets « réellement abaissés », avec un profil plus ouvert mais surtout une hauteur de 6 à 8 cm, ce qui leur donne un rapport hauteur totale/diamètre maximal inférieur à 1 ; et comme la partie supérieure tournée reste de hauteur constante pour tous les types, la partie décorée au moule du type 1.3 représente 40 % de sa hauteur.
Noter cependant qu'il y a une contradiction entre cette description d'une part, qui suppose que la partie moulée est fabriquée à part de la partie supérieure non moulée et que ces deux parties sont accolées ensuite ; et d'autre part le tournassage interne dont parle Mayet et qui, lui, est en accord avec les moules de gobelets complets existants, dont un présenté entier par Déchelette - ce qui indique une fabrication d'un seul tenant, le tournassage venant ensuite pour enlever le surplus d'argile à l'intérieur.

## Débat sur le nom
Déjà en 1972 H. Vertet observe que l'usage de ce nom est un abus qui peut mener à confusion. Tous les gobelets d'Aco n'ont pas été produits par Aco (tant s'en faut). En 1904 Déchelette proposait un schéma d'expansion avec l'épicentre originel à Arezzo (Italie) et dans la vallée du Pô, pour la période Auguste-Tibère ; puis la Graufesenque (Aveyron) pour le Ier siècle, ensuite Lezoux pour le IIe siècle, et enfin les ateliers de l'Est aux IIe, IIIe et IVe siècles. Depuis, les nombreuses découvertes ont établi que ce postulat ne s'applique qu'à quatre ensembles d'ateliers les plus florissants et les plus productifs ; et ne tient pas compte des essais, des réussites temporaires et des reculs épisodiques de ces centres de production qui tiennent le devant de la scène. Il ignore d'autres ateliers qui ont pu servir d'étapes, et les succursales fondées dans des endroits divers et dont le rôle est plus ou moins notable.

## Ateliers producteurs et dates
Ils sont produits principalement à l'époque augustéenne (27 av. J.-C. - 14 apr. J.-C.), perdurant jusqu'à l'époque tibérienne (14-37).
On ne sait pas encore où se trouvent les ateliers producteurs en Italie du nord. Ils se concentrent dans la vallée du Pô et dans le Piémont (un centre de production à Crémone).
En Gaule, ce sont principalement les ateliers de Lyon (principalement la Muette, avec le remarquable maître potier Chrisippus, et Loyasse) et ceux de Lezoux.

## Quelques gobelets «d'Aco»

### Gobelet d'Aco du musée de Klagenfurt
Le musée Kärnten (de) de Klagenfurt (Carinthie, Autriche) possède un gobelet venant du Magdalensberg, qui porte l'inscription suivante :

« ACASTVS • ACO 
VITA • BREVIS • SPES • FRAGI[lis ven]ITE • ACCENSVST • DVM • LVCET • BIBAMVS • SODALES •
traduction :

La vie est courte, l'espoir est fragile, venez tant que la lumière est allumée buvons compagnons »

L'inscription forme une frise continue autour du gobelet et est un élément du décor de la pièce, sous la signature. Son décor délicat est divisé en quatre zones de bas en haut : des triangles se coupant symétriquement, tracés par de petits rectangles placés bout à bout ; des ornements géométriques avec feuilles d'acanthe, palmettes et grappes de raisin répétés régulièrement ; la frise de l'inscription, où une abeille précède le premier mot VITA ; et une zone de bâtonnets verticaux avec l'estampille du fabricant ACASTVS ACO. Trois galons en torsades séparent ces quatre zones. Le pied porte une moulure en saillie et l'ouverte est plutôt évasée.

### Gobelets «Aco» de la Muette
Pour un article plus général, voir Atelier de poterie antique de Lyon-la Muette.

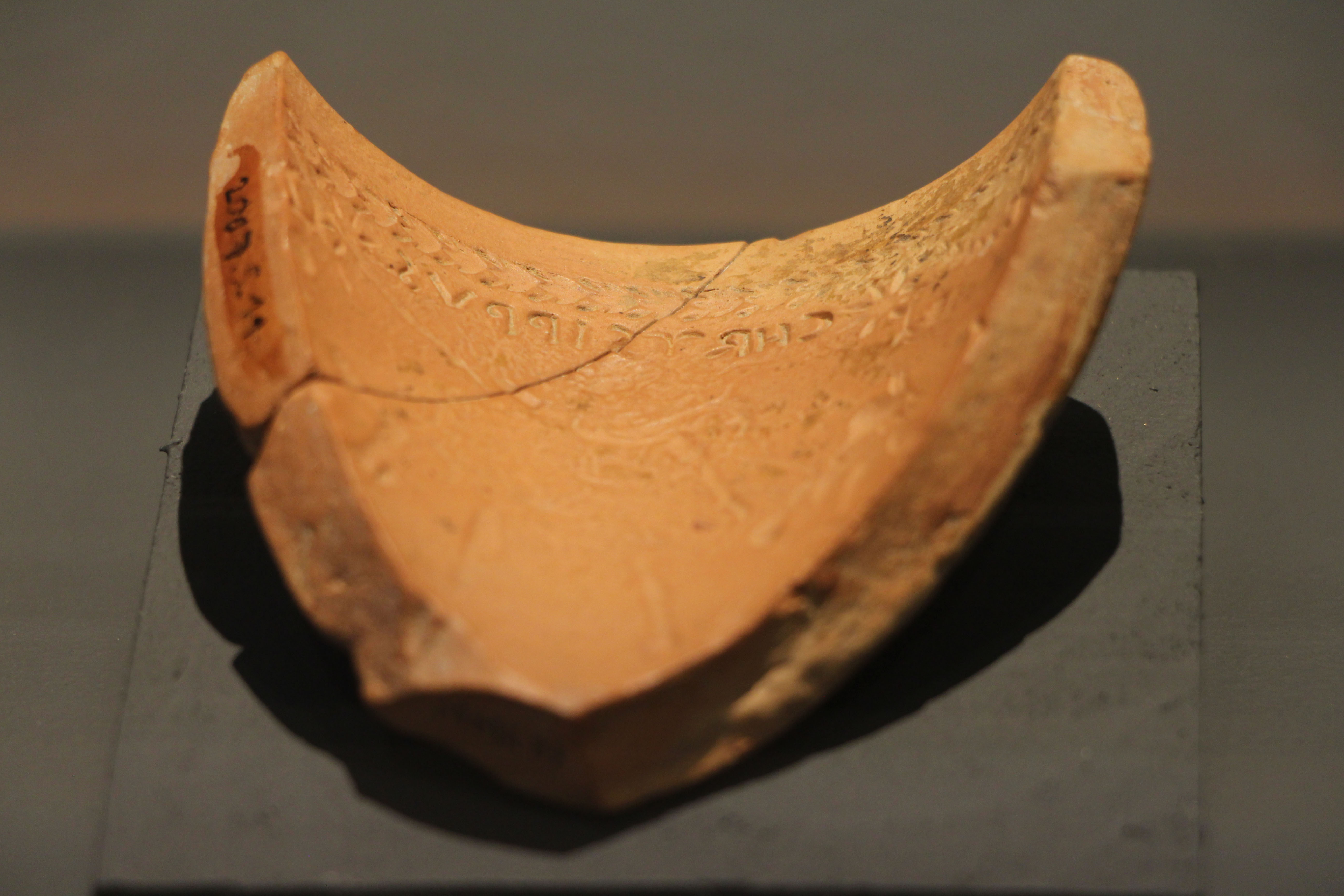
Moule portant la signature de Chrisippus.

Les gobelets d'Aco représentent une part importante des éléments retrouvés dans les dépotoirs de l'atelier de la Muette. Ils appartiennent tous à la même période de production. Ils sont fabriqués à partir d'une pâte siliceuse avec des particularités dans les teintes et les argiles utilisés. En revanche, aucun gobelet n'a reçu de traitement de type sigillée caractérisé par un vernis rouge grésé. Comme la majorité des gobelets d'Aco, le col est dirigé vers l'extérieur, formant un léger bourrelet. Une petite moulure au pied du gobelet, également typique de cette production, sert de base au décor.
Deux gobelets exposés au musée musée de Fourvière présentent des décors détaillés en relief. Plusieurs scènes sont reproduites sur une même pièce ; pour l'une, ce sont des gladiateurs, héraut jouant de la trompette et scène érotique ; pour l'autre, des bustes de Vénus sur colonnettes et Minerve entre deux couronnes de dauphins sur un gobelet à décor composite. Ces gobelets portent la signature de Chrysippus, potier réputé pour la diversité de ses décors (gladiateur, cirque, métope, frise, décor composite ou décor de picots).
Parmi les nombreuses pièces recueillies en 1967 sur le chantier de fouilles de la rue de la Muette, les analyses ont permis d'associer les moules des gobelets d'Aco à un atelier du fameux centre de production de poteries d'Arezzo au nord de l'Italie centrale (220 km au nord de Rome). Les marques de fabrique ont livré une vingtaine de noms différents provenant du même atelier. Sur des gobelets du musée Lugdunum, figurent le nom de Chrysippus. Ce potier, au registre ornemental varié, a signé de nombreuses réalisations. Il a aussi été identifié à travers ses décors et sa signature dans l'atelier de Saint-Romain-en-Gal à Vienne (Isère) à la même époque,.
Les résultats des fouilles de l'atelier permettent de dater précisément l'activité de ces potiers entre 20 et 5 av. J.-C. La production y est soignée, proposant des pièces de qualité avec des formes originales privilégiant l'esthétique. Pas ou peu de pièces en série, empilables, ce qui peut expliquer le déclin précoce de cet atelier au profit de centres plus grands avec une production préférant la rentabilité. L'atelier de la Muette fait partie d'un centre de potiers important situé de part et d'autre de la Saône dans le quartier de Vaise. Sur la rive gauche de la Saône, les ateliers de La Manutention, La Butte, Saint-Vincent et La Muette se côtoient.

### Gobelets d'Aco de Saint-Romain-en-Gal
Des gobelets de l'atelier de Saint-Romain-en-Gal portent la seule signature d'Aco, ce qui est rare en Gaule : cette signature sans associé/s n'est trouvée (en 1985) qu'à Bibracte, Gergovie et Puys-de-Voingt et elle n'est produite ni par la Muette ni par Loyasse,.